# Argentawis
Argentavis magnificens („ogromny ptak z Argentyny”) – wymarły gatunek znany z trzech stanowisk późnego miocenu, z centralnej i północno-zachodniej Argentyny (Ameryka Południowa). Jeden z największych znanych nauce ptaków latających, jakie kiedykolwiek żyły na Ziemi (większą rozpiętość skrzydeł mógł osiągać Pelagornis sandersi). Do tej samej rodziny należały inne wielkie ptaki drapieżne, takie jak podobny do niego, młodszy Teratornis.
Zamieszkiwał rozległe równiny dzisiejszej Argentyny, tzw. pampasy oraz podnóża argentyńskich Andów w późnym miocenie (8–6 mln lat temu). Podobnie jak dzisiejsze kondory był drapieżnikiem polującym w ciągu dnia.
Prawdopodobnie korzystał z termicznych prądów wznoszących w Andach, ponieważ rozmiary i budowa jego skrzydeł sugerują, że był świetnym szybownikiem. Powietrze wypychane w górę przez wiatry trafiające na strome zbocza Andów oraz unoszące się nad trawiastą pampą zapewniało wielkiemu ptakowi znakomite warunki wznoszenia.

## Charakterystyka
- Rozpiętość skrzydeł: 5,5–7 m
- Powierzchnia skrzydeł: 8,11 m²
- Długość tułowia: 1,26 m
- Wysokość: 1,5–2 m
- Masa ciała: 70–72 kg

Dla porównania największą rozpiętość skrzydeł wśród współcześnie żyjących ptaków – 3,5 m – osiąga albatros wędrowny. A. magnificens był ptakiem latającym. Dobrym przykładem do porównania jest także kondor wielki, który, choć nie jest spokrewniony z Argentavis, wykorzystuje tę samą technikę lotu. Ptak ten jest jednym z największych ptaków latających współcześnie, osiąga rozpiętość skrzydeł ok. 3,2 m i waży do 15 kg. 
Nie był on jednak największym latającym zwierzęciem wszech czasów – największymi latającymi zwierzętami były pterozaury, wymarłe gady spokrewnione z dinozaurami. W 1971 w Teksasie odkryto kecalkoatla, którego rozpiętość skrzydeł ocenia się na 10–11 m. Wcześniej za największego pterozaura uważano pteranodona. Osobniki tego gatunku osiągały 6 metrów rozpiętości skrzydeł.
Masa dzisiejszych ptaków latających nie przekracza 20 kg (do najcięższych należą europejski drop i afrykański drop olbrzymi). Żuraw indyjski jest najwyższym współczesnym ptakiem latającym. Gdy stanie, jest prawie tak wysoki jak Argentavis dzięki swoim długim nogom.